# Hội đồng vùng (Pháp)
Một hội đồng vùng (tiếng Pháp: conseil régional) là một cơ quan lập pháp dân cử của một vùng hành chính tại Pháp.

## Lịch sử
Các hội đồng vùng được tạo ra theo luật ngày 5 tháng 7 năm 1972. Ban đầu chúng chỉ đơn giản là các cơ quan tham vấn gồm có đại biểu quốc hội của vùng cộng một con số tương đượng các thành viên do tỉnh và xã đề cử. Chương trình phân tán trung ương tập quyền năm 1982-1983 tạo ra cơ sở cho bầu cử trực tiếp bắt đầu vào năm 1986 và gia tăng quyền lực của các hội đồng vùng. Các hội đồng vùng thực sự sẽ bị giải tán vào năm 2014, và sẽ được thay thế bởi liên hội đồng tỉnh của mỗi vùng.

## Hoạt động
Các hội đồng vùng bầu cử một chủ tịch riêng của mình. Chủ tịch hội đồng vùng là người chủ tọa các buổi họp và lãnh đạo ngành hành pháp.